# Marathon van Madrid 2016
De marathon van Madrid 2016 (ook wel Rock 'n' Roll Madrid) vond plaats op zondag 24 april 2016 in Madrid. Het was de 39e editie van deze marathon. Het evenement had de status IAAF Silver Label Road Race.
Bij de mannen ging de overwinning naar de Keniaan Peter Sitienei. Op de finish bleef hij zijn landgenoot Patrick Cheruiyot zes tellen voor. Alphonse Kigen maakte het Keniaanse podium compleet door derde te worden in 2:12.17. Bij de vrouwen was de Ethiopische Askale Alemayehu het snelste. Met een tijd van 2:33.08 had zij een ruime voorsprong op haar landgenote Abebech Tsegaye, die tweede werd in 2:40.33.
In totaal finishten 10.359 lopers de marathon.
Naast de hele marathon kende het evenement ook een halve marathon.

## Uitslagen

### Mannen
| rang   | naam                 | land | tijd    |
| ------ | -------------------- | ---- | ------- |
| Goud   | Peter Sitienei       | KEN  | 2:11.44 |
| Zilver | Patrick Cheruiyot    | KEN  | 2:11.50 |
| Brons  | Alphonse Kigen       | KEN  | 2:12.17 |
| 4      | Amos Kiplagat        | KEN  | 2:12.40 |
| 5      | Nicholas Kipkemboi   | KEN  | 2:12.48 |
| 6      | Stephen Kiplimo      | KEN  | 2:14.26 |
| 7      | Hailemichael Mekonen | ETH  | 2:16.36 |
| 8      | Gemechu Kelu         | ETH  | 2:17.55 |
| 9      | Josephat Keiyo       | KEN  | 2:18.46 |
| 10     | Daniel Songok        | KEN  | 2:19.30 |

### Vrouwen
| rang   | naam             | land | tijd    |
| ------ | ---------------- | ---- | ------- |
| Goud   | Askale Alemayehu | ETH  | 2:33.08 |
| Zilver | Abebech Tsegaye  | ETH  | 2:40.33 |
| Brons  | Vivian Cherono   | KEN  | 2:42.22 |
| 4      | Emily Samoei     | KEN  | 2:44.17 |
| 5      | Sylvia Chemeli   | KEN  | 2:44.31 |
| 6      | Elena Ugena      | ESP  | 2:49.30 |

1978 ·
1979 ·
1980 ·
1981 ·
1982 ·
1983 ·
1984 ·
1985 ·
1986 ·
1987 ·
1988 ·
1989 ·
1990 ·
1991 ·
1992 ·
1993 ·
1994 ·
1995 ·
1996 ·
1997 ·
1998 ·
1999 ·
2000 ·
2001 ·
2002 ·
2003 ·
2004 ·
2005 ·
2006 ·
2007 ·
2008 ·
2009 ·
2010 ·
2011 ·
2012 ·
2013 ·
2014 ·
2015 ·
2016 ·
2017